# Esquennoy
Esquennoy ist eine französische Gemeinde mit 735 Einwohnern (Stand 1. Januar 2022) im Département Oise in der Region Hauts-de-France (vor 2016 Picardie). Sie gehört zum Arrondissement Clermont, zur Communauté de communes de l’Oise Picarde und zum Kanton Saint-Just-en-Chaussée. Die Einwohner werden Esquennouillards genannt.

## Geographie
Die Gemeinde Esquennoy liegt auf einem Plateau zwischen den Flusstälern von Celle und Noye, etwa 37 Kilometer südsüdwestlich von Amiens. Umgeben wird Esquennoy von den Nachbargemeinden Bonneuil-les-Eaux im Nordwesten und Norden, Paillart im Nordosten und Osten, Breteuil im Osten und Süden, Hardivillers im Südwesten, Villers-Vicomte im Südwesten und Westen sowie Fléchy im Westen.

## Einwohner
| Jahr                       | 1962 | 1968 | 1975 | 1982 | 1990 | 1999 | 2006 | 2013 | 2021 |
| -------------------------- | ---- | ---- | ---- | ---- | ---- | ---- | ---- | ---- | ---- |
| Einwohner                  | 737  | 806  | 936  | 885  | 876  | 881  | 2783 | 2742 | 727  |
| Quellen: Cassini und INSEE |      |      |      |      |      |      |      |      |      |

## Sehenswürdigkeiten
- Kirche Saint-Pierre aus dem Jahr 1540, Monument historique
- Kapelle Sellier-Delaforge
- Schloss Esquennoy aus dem 19. Jahrhundert
- Schloss Saint-Sauveur aus dem 18. Jahrhundert
- Kommende des Johanniterordens
- zwei Wassertürme

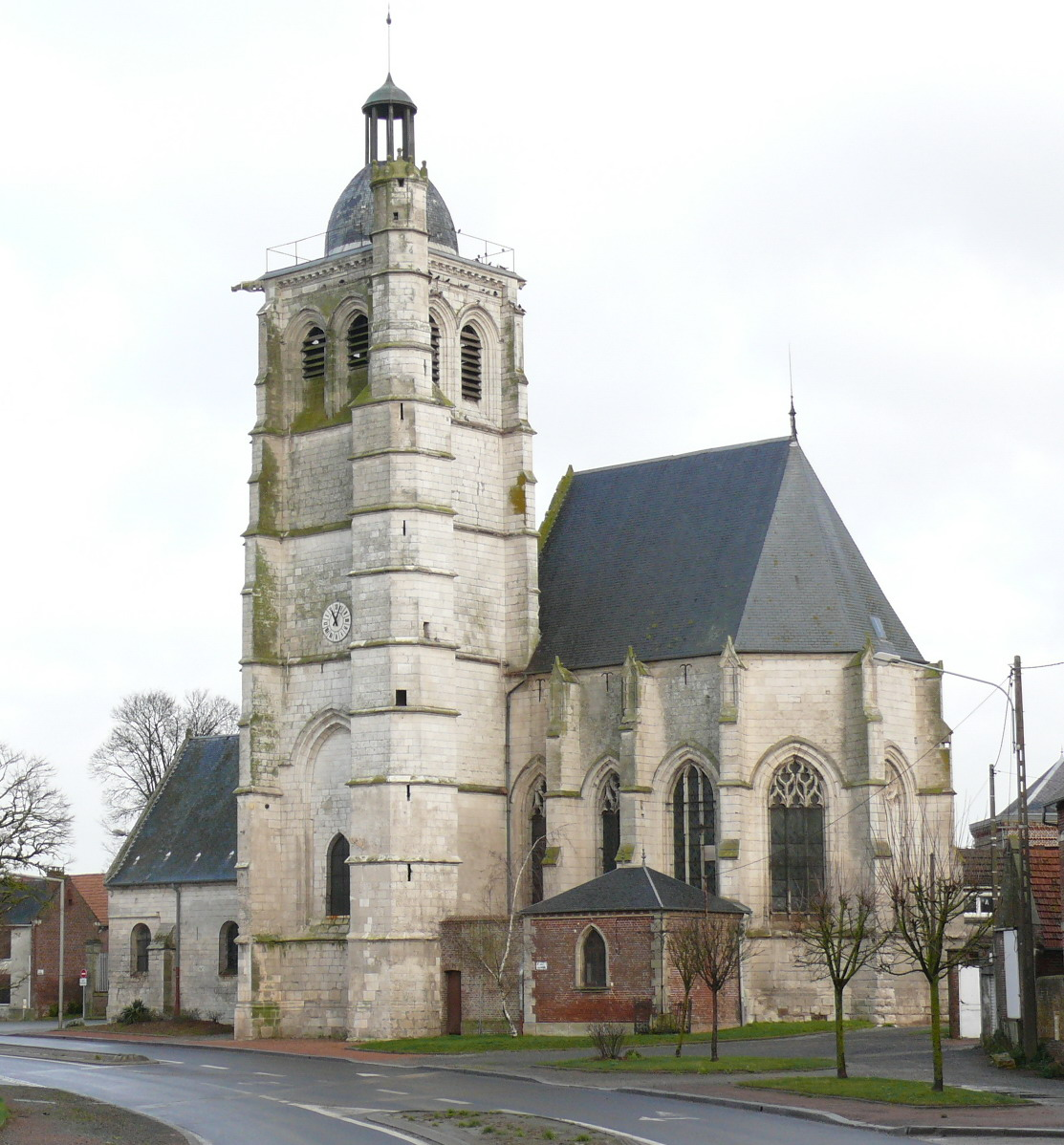
Kirche Saint-Pierre
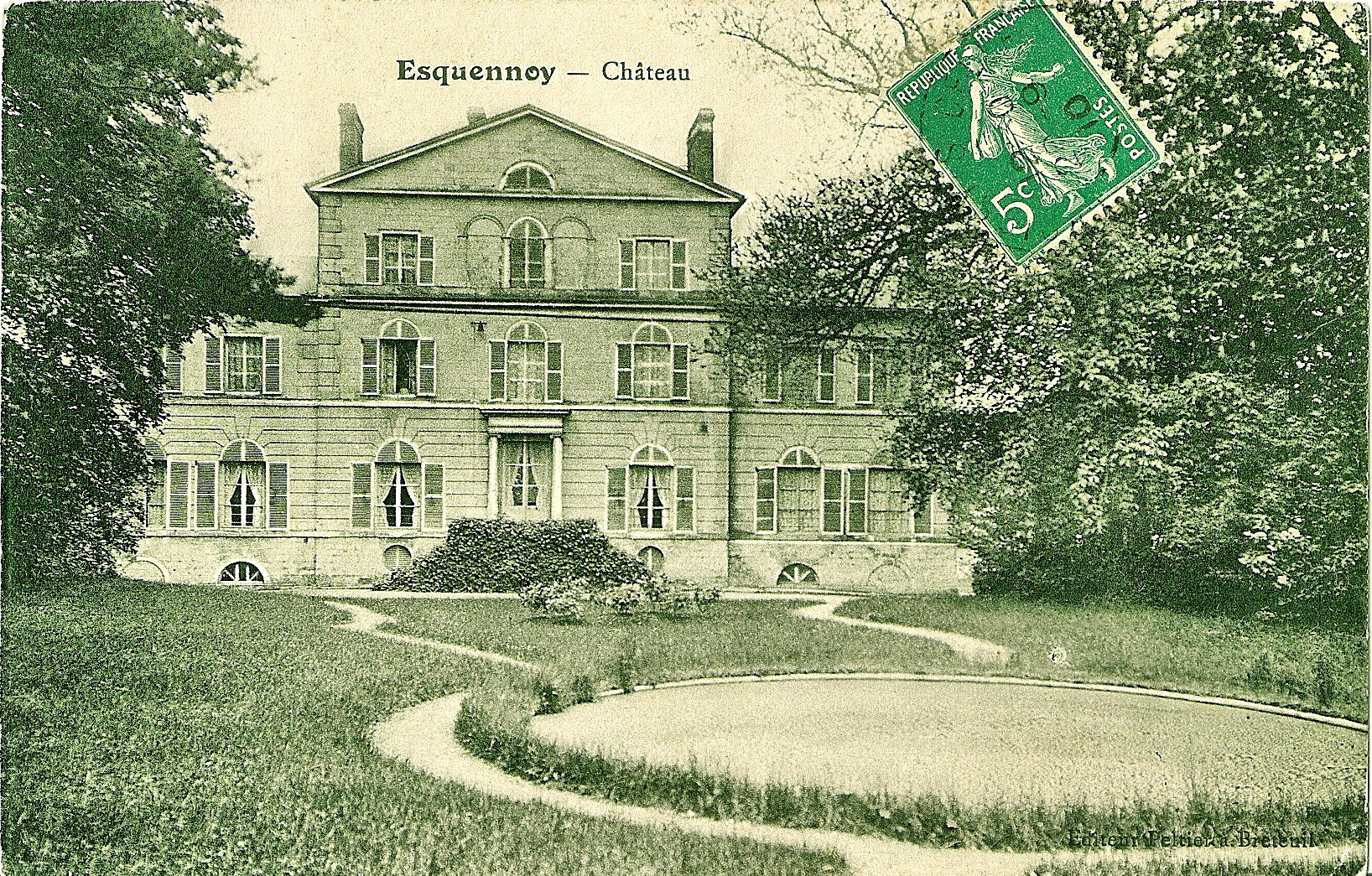
Schloss um 1910